# 大王镇 (灵宝市)
大王镇，是中华人民共和国河南省三門峽市灵宝市下辖的一个乡镇级行政单位，以产枣闻名。

## 行政区划
大王镇下辖以下地区：
干店村、新店村、冯佐村、李家寨村、偏沟村、五原崤村、北朝村、重王村、东南朝村、西南朝村、董家村、贺村、王和村、韩家村、沟北村、北路井村、西路井村、焦家岭村、吉家湾村、五帝村、闫家坪村、神窝村、沙坡村、南阳村、佛湾村、梨园村、西王村、大王村、北村、北营村、南营村、老城村、后地村、小北村、风沟村和马谢村。

## 荣誉
- 2005年，大王镇被评为“中国名优红枣生产乡镇”。[3]
- 2015年，以后地村和老城村为核心区的古枣林——川塬古枣林被中国国家农业部列入“第三批中国重要农业文化遗产”，这是河南省唯一入选的中国重要农业文化遗产。[3]